# Мясникова, Марина Сергеевна
Марина Сергеевна Мясникова, в девичестве Петрова (родилась 17 января 1989 в Чирчике) — российская регбистка, нападающая команды «РГУТИС-Подмосковье» и сборной России по регби-7. Чемпионка Универсиады 2013 года, чемпионка Европы 2013, 2016, 2017 и 2019 годов. Один из лидеров сборной России по регби-7. Заслуженный мастер спорта России.

## Биография
Воспитанница училища олимпийского резерва № 1. Ранее занималась лёгкой атлетикой (бег на 60 и 100 м с барьерами). Первый тренер — Марат Минисламов. Выступала за команду «Славянка», позже стала игроком «ВВА-Подмосковье» и «РГУТИС-Подмосковье».
В составе сборной России по регби-7 выступала на Универсиаде 2013 года (чемпионка), на чемпионате мира 2013 года (вышли в четвертьфинал) и на чемпионатах Европы 2013, 2016, 2017 и 2019 годов (четырёхкратная чемпионка). Регулярно привлекается к матчам мировой серии регби-7: в декабре 2014 года на этапе в Дубае вошла в символическую сборную.
После замужества сменила фамилию; в связи с рождением ребёнка прервала регбийную карьеру до чемпионата Европы 2019 года.
Член Зала славы российского регби с 22 декабря 2023 года.